# Informationsbyrån
Informationsbyrån (IB) war ein schwedischer Geheimdienst, der unter der Leitung des schwedischen Verteidigungsministeriums von 1965 bis 1978 tätig war.
Seine Aufgabe bestand im Sammeln von Informationen über Personen, die von den Beteiligten als Kommunisten oder als sonstiges Sicherheitsrisiko für den schwedischen Staat eingestuft wurden. Als 1973 die Journalisten Jan Guillou und Peter Bratt die Öffentlichkeit über das Vorhandensein des Geheimdienstes informierten, führte das zu einem Skandal, der den Namen IB-Affäre erhielt. Ein ausführlicher Bericht über die Aktivitäten des IB wurde erst 2002 herausgegeben.

## Einrichtung des Geheimdienstes
Schon als 1936 der schwedische Verteidigungsstab gebildet wurde, entstand eine Abteilung, die die Aufgabe hatte, Material zu sammeln, das für die Sicherheit Schwedens von Interesse war. In den 1950er Jahren war die schwedische Armee immer mehr daran interessiert, Personen zu identifizieren, die ein Sicherheitsrisiko darstellen könnten. Des Weiteren gab es von den USA die Vorgabe, die importierte amerikanische Waffentechnologie zu schützen, so dass diese nicht in Hände von Personen gelangt, die sie an die Sowjetunion weiterleiten würden.
In weiten Teilen der schwedischen Armee war man unzufrieden mit dem Sicherheitsdienst der Polizei (SÄPO) und dessen Herangehensweise an die Beurteilung von Personen, die aus ihrer Sicht ein Sicherheitsrisiko sein könnten. In diesen Armeekreisen bestand die Auffassung, dass eine Organisation gebraucht würde, die Personen ausforscht, welche möglicherweise Sympathien für die Sowjetunion hegten.
In der gleichen Zeit gab es einen politischen Kampf zwischen den schwedischen Sozialdemokraten und der Kommunistischen Partei Schwedens um den Einfluss auf die Gewerkschaften. Die Sozialdemokraten richteten deswegen in den größeren Betrieben Betriebsgruppen ein. Um das Wissen dieser Gruppen zu nutzen, wurde ein Abkommen zwischen dem Verteidigungsstab und hohen Vertretern der sozialdemokratischen Partei geschlossen. Der Verteidigungsstab sollte selbst Kontakt zu mitarbeitswilligen Personen aufnehmen und diese in einer neuen Abteilung führen. Diese Abteilung entstand 1957 und wurde 1965 mit einer armeeeigenen Abteilung zum Informationsbyrån oder kurz IB fusioniert.
Neben der Beschaffung von Informationen arbeitete der Geheimdienst auch am Aufbau einer Organisation, die im Fall einer militärischen Besetzung Schwedens den bewaffneten Widerstand leisten sollte. Der Geheimdienst war auch im Ausland tätig und unterhielt unter anderem Kontakt zu anderen Geheimdiensten, wie der CIA und dem israelischen Schin Bet. 1969 verabschiedete das schwedische Parlament ein Gesetz, in dem eine Registrierung einer Person allein aufgrund ihrer politischen Einstellung durch den Sicherheitsdienst SÄPO ausgeschlossen wurde. 
IB fühlte sich an dieses neue Gesetz nicht gebunden und setzte seine Tätigkeit fort, ohne dass die Öffentlichkeit etwas davon erfuhr.
In der Leitung von SÄPO hingegen wusste man Bescheid, was zu einem starken Misstrauen zwischen den beiden Organisationen führte. Später erhielt SÄPO die Erlaubnis, zwei seiner Mitarbeiter beim Verteidigungsstab unterzubringen. So hatte SÄPO einen besseren Einblick in die Tätigkeit des Geheimdienstes. Später stellte sich aber heraus, dass einer dieser Polizisten ein sowjetischer Spion war, den man daraufhin verhaftete.

## Aufdeckung
Am 3. Mai 1973 berichteten die Journalisten Jan Guillou und Peter Bratt in der Zeitung Folket i Bild/Kulturfront entscheidende Details über IB. Ihre Veröffentlichungen beinhalteten:
- dass es einen vorher unbekannten Geheimdienst in Schweden gab
- dass auch das schwedische Parlament nichts über dessen Existenz wusste
- dass IB linkspolitische Personen aufgrund ihrer Einstellung registrierte
- dass IB auch im Ausland tätig war
- dass IB für einen Einbruch in der ägyptischen Botschaft in Stockholm verantwortlich war
- dass IB mit dem israelischen Geheimdienst Schin Bet und der amerikanischen CIA zusammenarbeitete.

Der damals amtierende Verteidigungsminister Sven Andersson stritt zunächst alle Anschuldigungen ab. In der folgenden Ausgabe von Folket i Bild berichtete ein Mann, er habe sich im Auftrag von IB bei der schwedischen Sympathiebewegung für den vietnamesischen Vietcong eingeschleust und dabei auch ein Guerillalager in Jordanien besucht. Seine Berichte seien an den israelischen Geheimdienst Schin Bet weitergegeben worden, was zur Bombardierung von Zielen in Jordanien geführt habe. In der gleichen Ausgabe erschien ein Interview mit einem Kapitän, der IB über die Sicherungsmaßnahmen des Hafens von Alexandria informierte.
Später veröffentlichte Folket i Bild Informationen von Håkan Isacsson, einem ehemaligen Angestellten von IB. Dieser behauptete, er sei an Einbrüchen bei linksgerichteten Organisationen beteiligt gewesen. Das Verteidigungsministerium bestätigte die wichtigsten Behauptungen. Für die Journalisten Jan Guillou und Peter Bratt sowie ihren Informanten Håkan Isacsson hatte die Veröffentlichung eine Anklage wegen Spionage zur Folge. Sie wurden im Januar 1974 zu einem Jahr Gefängnis verurteilt, doch für Jan Guillou wurde die Strafe wenig später auf zehn Monate verkürzt.
Im November 1973 widersprach Olof Palme allen Behauptungen über Kontakte zwischen IB und der sozialdemokratischen Partei Schwedens. Der frühere SÄPO-Chef Per Gunnar Vinge behauptete aber in seinen Memoiren, es habe regelmäßige Kontakte zwischen dem Leiter von IB, Birger Elmér, und Olof Palme gegeben und IB habe kontinuierlich Berichte an den zuständigen Verteidigungsminister geschrieben, der gleichzeitig sozialdemokratischer Parteisekretär war. Per Gunnar Vinge wurde 1970 als SÄPO-Chef gefeuert, als er beharrlich ohne den geringsten Anhaltspunkt 1969 gegenüber dem Landeshauptmann Ragnar Lassinantti seinem Verdacht äußerte, Olof Palme sei KGB-Agent.
Es gab 1974 Anhaltspunkte dafür, dass IB ein großes Agentennetzwerk in Finnland führte, zu dem auch der finnische Außenminister Väinö Leskinen gehörte. Dessen wichtigster Zweck war die Beschaffung von Informationen über die Sowjetunion. IB unterhielt keine Kontakte zur finnischen Sicherheitspolizei, weil angenommen wurde, sie sei durch sowjetische Agenten infiltriert.
Nach diesen Veröffentlichungen setzte der Geheimdienst seine Tätigkeit in geringerem Umfang fort, bis er 1978 endgültig aufgelöst wurde.

## Sicherheitsdienstkommission 1999–2002
Die schwedische Justizbehörde setzte 1999 eine Sicherheitsdienstkommission ein, die auch die Tätigkeit vom IB genauer untersuchte. Nach fast drei Jahren Forschung wurde der Bericht, der mit allen Anhängen über 3.000 Seiten lang war, veröffentlicht. In Zeitungen und Kommentaren fand der Bericht ein starkes Medienecho.